# 海秀铁路
海秀铁路是位于中华人民共和国海南省海口市内的一条地方铁路，于1970年开工，1971年底建成通车。因收不抵支，亏损严重，于1979年停止运营，1985年铁路全线基本拆除。仅剩一千余米铁轨用于组建列车发电站。

## 历史
20世纪60年代开始，岛外运抵海口秀英港的物资逐年增加。原先运输队的20辆汽车已不能满足需求，因而常常有货物积压港口的情况发生。为解决物资积压港口问题，海南区革命委员会决定修建海秀铁路以解决问题。
1969年初，开始对线路进行设计。同年9月线路设计完成。全线自秀英港起，终到大英山。设秀英港，宝岛，大英山三座车站，支线自秀英港引出至物资仓库，另有秀英港内装卸线2条及1条煤场线。正线全长7.97公里，支线全长3.3公里，专用线全长2.1公里，全线共计13.4公里。设计运输能力为100万吨/年(初期30万吨/年)
1970年4月，海秀铁路破土动工，所用材料主要来自石八线扩轨后所替换下来的铁轨等部件。机车车辆也由石八线调拨2台日制KD5型蒸汽机车和12辆车厢。1971年底建成通车。此时，秀英港80%的煤炭由火车直接自港口运进煤场。同时其他大宗物资也改由铁路运输。
1972年开始办理客运业务，承担原海口公共汽车公司运送海口秀英之间旅客的职能。共有6个客车车厢运营。年旅客量十万以上，后由于列车老旧，故障频发，速度过慢而渐渐不受欢迎，后期年亏损达11万元。1979年5月，该铁路停止运营。1985年，全线基本拆除，仅留一条千余米铁轨用于组建列车发电站以解决电力短缺问题。90年代因电力短缺问题得到解决和城市建设需要，这段铁轨也因此拆除。